# Símbols d'Ivars d'Urgell
L'escut oficial d'Ivars d'Urgell (Pla d'Urgell) té el següent blasonament:
Escut caironat: d'atzur, un sautor ple d'argent carregat a l'abisme d'una estrella de 8 puntes de gules. Per timbre una corona mural de vila.
Va ser aprovat el 21 d'octubre de 1991.

## Heràldica
El sautor és la creu de sant Andreu, patró de la vila. L'estrella del mig és un senyal tradicional de l'escut d'Ivars.

## Bandera
La bandera oficial d'Ivars d'Urgell és d'origen heràldic i té la següent descripció:
Bandera apaïsada de proporcions dos d'alt per tres de llarg, blau clara, amb un sautor blanc de braços de gruix 1/6 de la llargària del drap, amb una estrella vermella de 8 puntes al centre del sautor.
Va ser publicat en el DOGC el 3 de setembre de 1993.